# Pier Francesco Cittadini

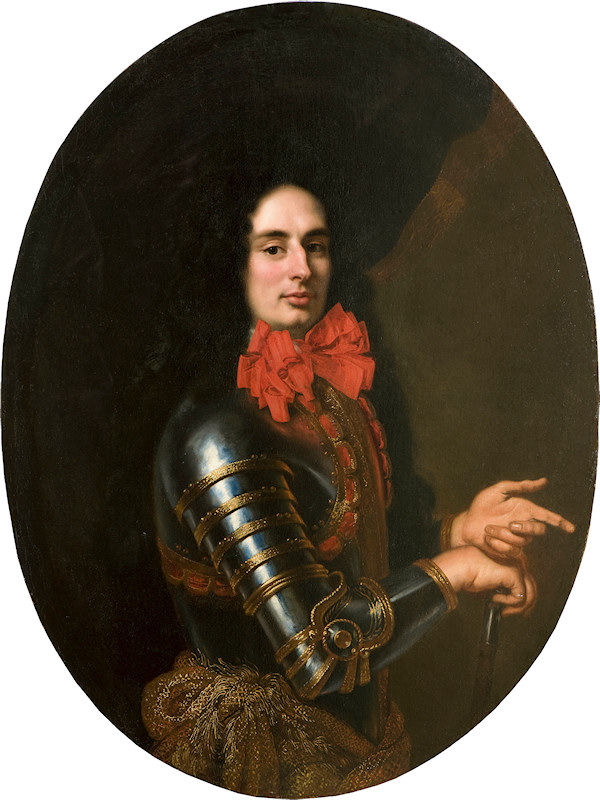
Ritratto di Gentiluomo con corazza e sciarpa rossa (Fondazione Cariplo)

Pier Francesco Cittadini, o Pierfrancesco Cittadini, detto il Milanese o il Franceschino (Milano, 1616 – Bologna, 20 settembre 1681), è stato un pittore italiano di tendenze barocche attivo prevalentemente a Bologna.

## Biografia

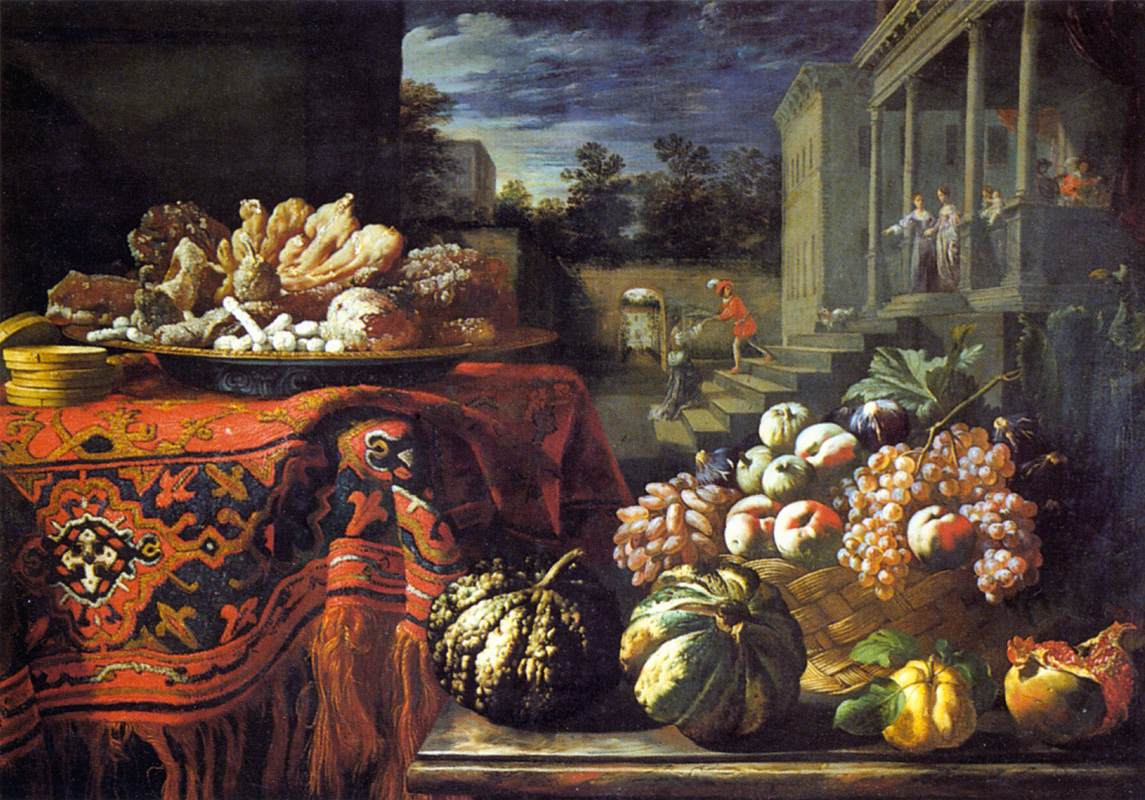
Trieste - Galleria Nazionale d'Arte Antica - Natura morta con frutti e dolci.

La sua formazione artistica si svolse dapprima con il pittore Daniele Crespi, successivamente nel 1634 circa si trasferì 
a Bologna, dove seguì gli insegnamenti di Guido Reni, che influenzò le prime opere di Pier Francesco Cittadini, come ben esemplificato nel Martirio del protomartire e nella Caduta di san Paolo, ambedue in Santo Stefano (1637).
Dopo la morte del maestro, Cittadini effettuò un lungo lavoro di ripescaggio della tradizione bolognese, a partire dal gusto carraccesco. L'opera La caduta di Saulo, dipinta nel 1645 evidenziò questo accostamento.
Intorno alla metà del secolo si trasferì a Roma, dove si avvicinò all'ambiente degli artisti francesi che praticavano la pittura di genere. In quel periodo riuscì ad ottenere commissioni anche da parte di Luigi XIV, grazie soprattutto al successo riscosso con le nature morte ed i paesaggi. Delle sue opere del periodo romano si ricordano Loth e le figlie e Agar e l'angelo (ora alla Pinacoteca di Dresda).
Nel 1650, ritornò a Bologna, dove il 19 giugno 1653 sposò Giulia Ballarini, dalla quale ebbe numerosi figli (sembra ventidue), di cui almeno tre, Carlo Antonio (1669 - 1744), Angelo Michele (1659 - ?) e Giovanni Battista (1657 - 1693), seguiranno le orme del padre.
Subito dopo prese parte, con altri artisti, alla decorazione a fresco del Palazzo Ducale di Sassuolo: è una delle sue ultime opere di grandi dimensioni. Tra le opere di questa ultima fase creativa si possono menzionare: il Giudizio di Paride (Bologna, coll. Giovannini); le quattro tele con le Allegorie delle stagioni, Primavera, Estate (Galleria Estense di Modena), Autunno, Inverno (Pinacoteca civica di Bologna); sempre al 1650 circa risalgono le quattro tele con Figure sacre racchiuse in ghirlande di fiori (Modena, Galleria Estense); le tre Nature morte della Galleria Estense di Modena; le due Nature morte di Santa Maria di Galliera; la Frutta candita e frutta di stagione (Galleria nazionale d'arte antica di Trieste), tutte caratterizzate dall'influenza del Domenichino e dalle atmosfere nordiche tipiche dello Swanevelt.
Interessante è anche il suo Doppio ritratto (Antonio e Agostino Azzurrini di Faenza), conservato alla Pinacoteca civica di Forlì.

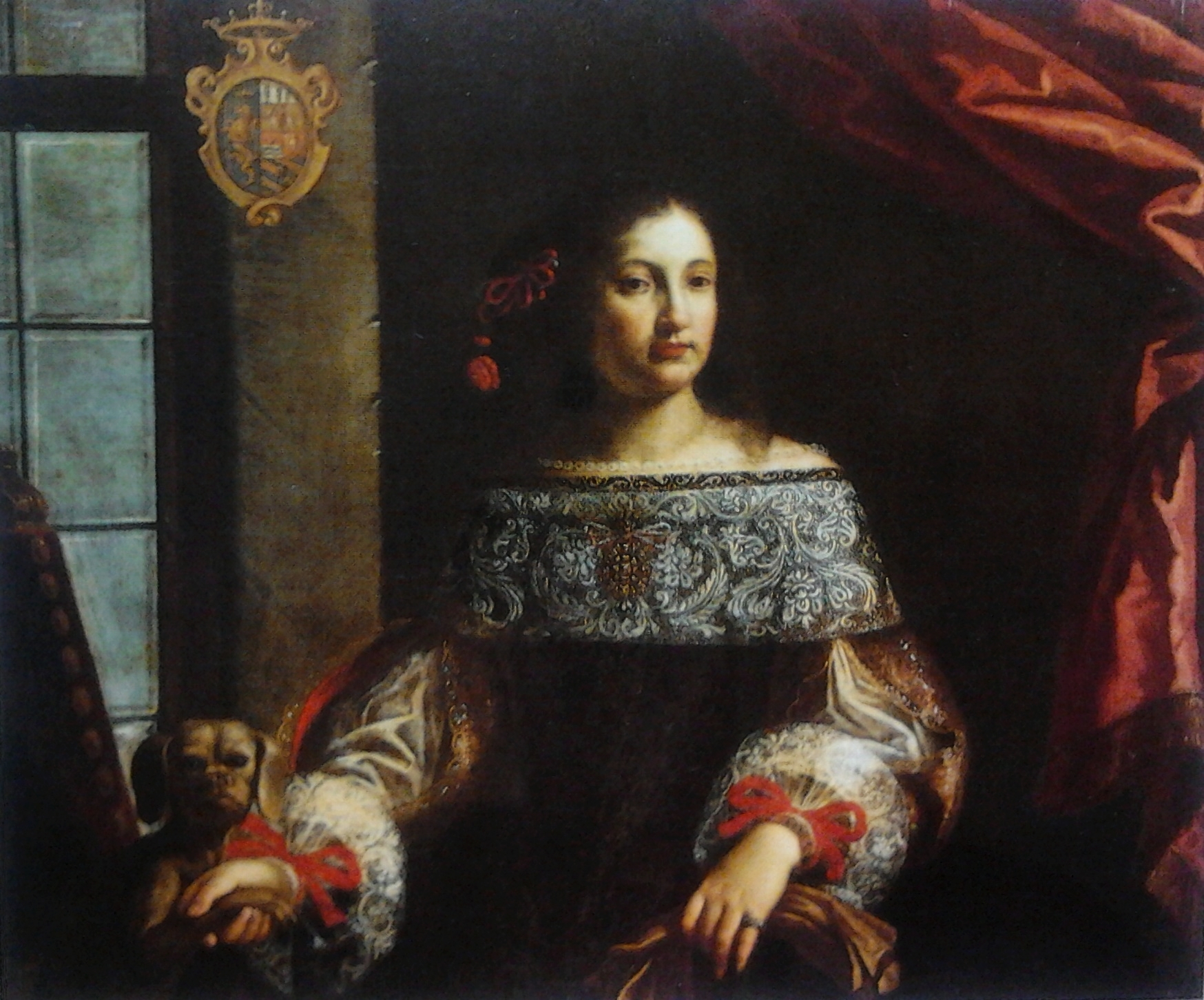
Simonetta Cavazzi della Somaglia, 1660, Muzeum Kolekcji im. Jana Pawła II, Varsavia
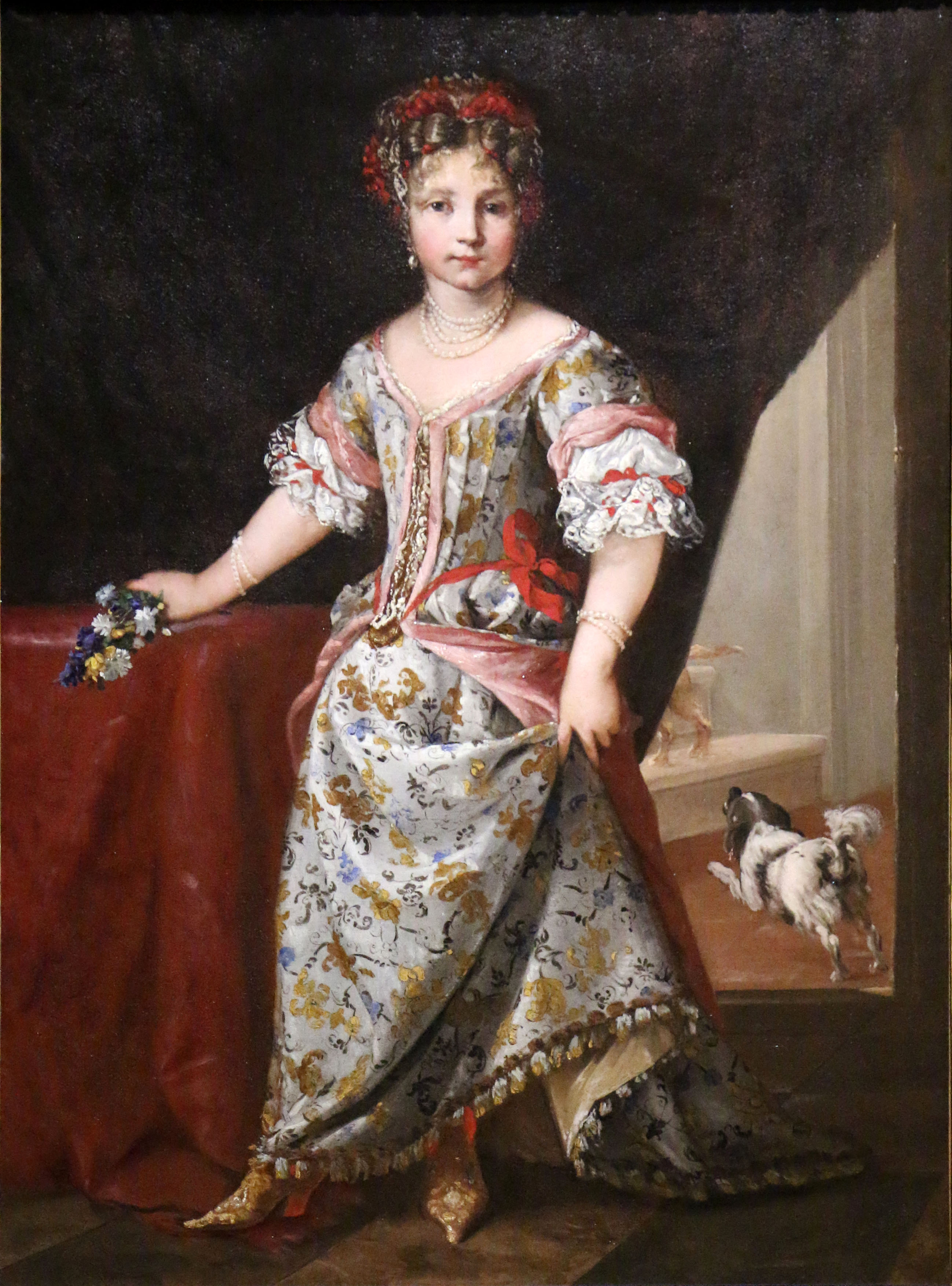
Principessa, Museo di belle arti di Marsiglia
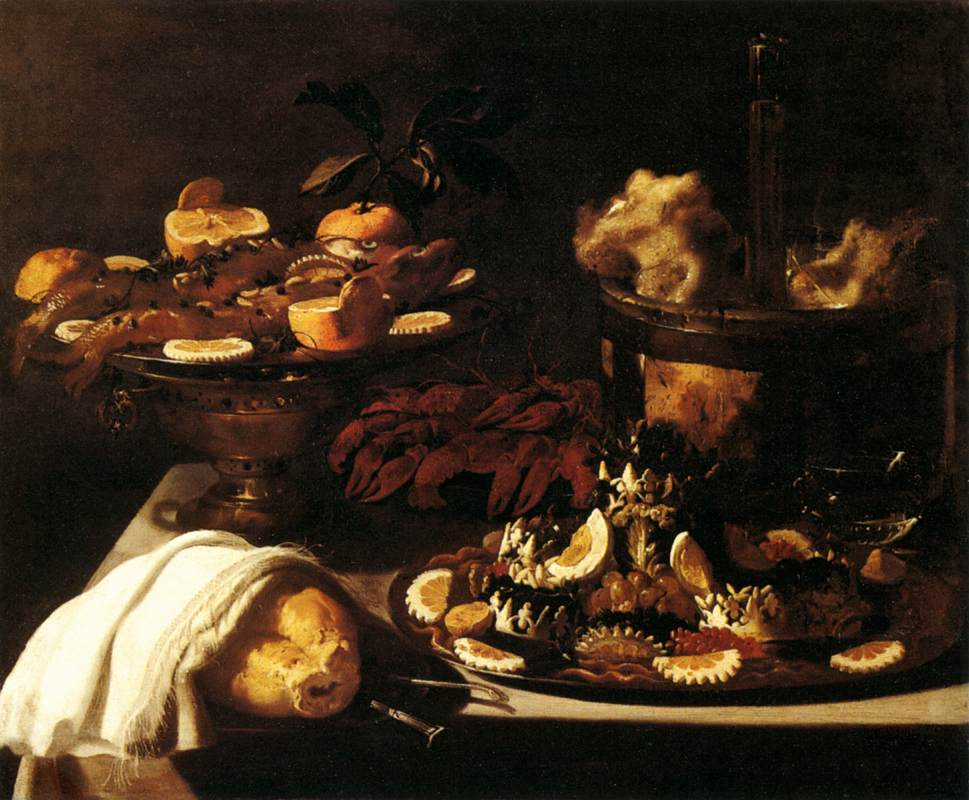
Tavola apparecchiata, San Pellegrino, Bologna
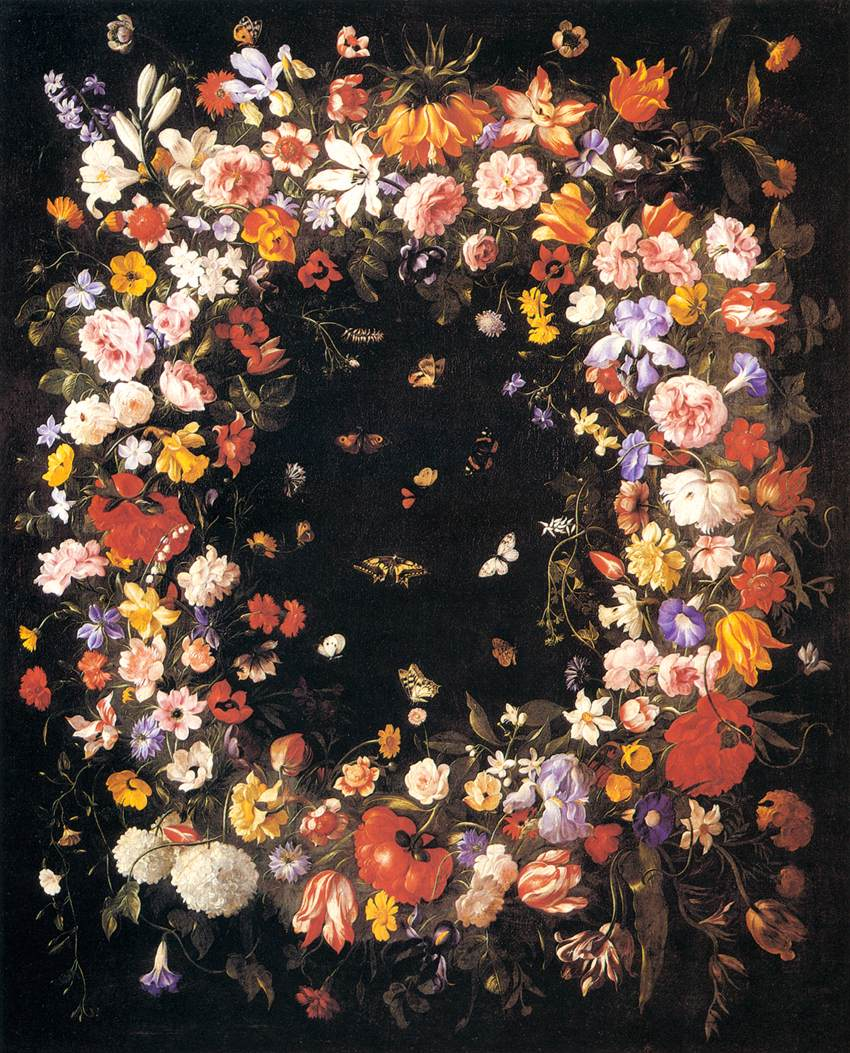
Ghirlanda di fiori, Pinacoteca Nazionale di Bologna